# Invalidez permanente
Invalidez Permanente (Total) é um termo usado no setor de seguros e no legal. De um modo geral, significa que, devido a uma doença ou lesão, uma pessoa é incapaz de trabalhar por conta própria ou em qualquer ocupação para a qual seja adequada por treinamento, educação ou experiência. Um indivíduo ou grupo de indivíduos pode se assegurar contra ela por meio de uma apólice de seguro de invalidez, como parte de um pacote de seguro de vida ou por meio de seguro de acidentes de trabalho, de origem pública ou privada.
É o estado de uma pessoa que sofre alguma doença ou tem sequela de um acidente que a impossibilita de continuar com os seus afazeres diários.

## No Brasil
Sob a lei 8.213/91 artigo 42 diz: "É o trabalhador considerado incapaz para a atividade laboral, não sendo suscetível de reabilitação ou outra atividade que garanta sua subsistência."
Em nosso país, assegura-se o benefício de aposentadoria para aqueles que tenham certo tempo de contribuição ou uma idade mínima exigida por lei para se aposentar. Todavia, todo aquele que tiver uma doença grave ne incapaz para o trabalho de forma permanente, garante-se a aposentadoria por invalidez, sem certas exigências da aposentadoria comum.  Nos termos da lei 8.213/91, devem receber aposentadoria por invalidez todos aqueles que em razão de doenças contraídas durante o tempo de contribuição, fiquem, de forma total e permanentemente, incapazes de realizar seu trabalho ou ocupações habituais.
São requisitos para obtenção do benefício: (a) pelo menos doze meses de contribuição, salvo nos casos de doenças legalmente previstas que eximam o beneficiário do período mínimo de contribuições; (b) deve ser a condição legal de segurado; (c) incapacidade total e permanente.
Para mais informações, acessar Aposentadoria por Invalidez - INSS. 

## Em Portugal
Em Portugal, podem receber o direito à pensão de invalidez, sendo reconhecido ao beneficiário que possua Incapacidade permanente, relativa ou absoluta, para o trabalho, de causa não profissional, certificada pelo Sistema de Verificação de Incapacidades (SVI), de Portugal e desde que cumprido o respectivo prazo de garantia. A invalidez é reconhecida Sistema de Verificação de Incapacidades (SVI) de Portugal em função da incapacidade permanente para o trabalho apresentada pelo beneficiário. Reconhece-se a invalidez toda a situação incapacitante, de causa não profissional, que determine incapacidade permanente para o trabalho, dando ao portador a possibilidade de recebimento de pensão por invalidez.
Para mais informações, acessar Seguro Social de Portugal.  